# Campeonato Mundial de Atletismo de 2005
El X Campeonato Mundial de Atletismo se celebró en Helsinki (Finlandia) entre el 6 y el 14 de agosto de 2005 bajo la organización de la Asociación Internacional de Federaciones de Atletismo y la Federación Finlandesa de Atletismo.
Las competiciones se realizaron en el Estadio Olímpico de Helsinki. Se contó con la presencia de 1687 atletas de 191 federaciones nacionales. 
El evento iba a tener lugar en Londres, Reino Unido, pero finalmente en las conversaciones con el Gobierno británico no fue aceptada la construcción del estadio requerido, por lo que perdieron la posibilidad de ser sede.

## Resultados

### Masculino
| Evento                    | Oro                                                                              | Plata                                                                             | Bronce                                                                                |
| ------------------------- | -------------------------------------------------------------------------------- | --------------------------------------------------------------------------------- | ------------------------------------------------------------------------------------- |
| 100 m (07.08)             | Justin Gatlin Estados Unidos 9,88 s                                              | Michael Frater Jamaica 10,05 s                                                    | Kim Collins San Cristóbal y Nieves 10,05 s                                            |
| 200 m (11.08)             | Justin Gatlin Estados Unidos 20,04                                               | Wallace Spearmon Estados Unidos 20,20                                             | John Capel Estados Unidos 20,31                                                       |
| 400 m (12.08)             | Jeremy Wariner Estados Unidos 43,93                                              | Andrew Rock Estados Unidos 44,35                                                  | Tyler Christopher · Canadá · 44,44                                                    |
| 800 m (14.08)             | Rashid Ramzi Baréin 1:44,24                                                      | Yuri Borzakovski · Rusia · 1:44,51                                                | William Yiampoy Kenia 1:44,55                                                         |
| 1500 m (10.08)            | Rashid Ramzi Baréin 3:37,88                                                      | Adil Kaouch Marruecos 3:38,00                                                     | Rui Silva Portugal 3:38,02                                                            |
| 5000 m (14.08)            | Benjamin Limo Kenia 13:32,55                                                     | Sileshi Sihine Etiopía 13:32,81                                                   | Craig Mottram Australia 13:32,96                                                      |
| 10 000 m (08.08)          | Kenenisa Bekele Etiopía 27:08,33                                                 | Sileshi Sihine Etiopía 27:08,87                                                   | Moses Mosop Kenia 27:08,96                                                            |
| 110 m vallas (12.08)      | Ladji Doucouré Francia 13,07                                                     | Xiang Liu China 13,08                                                             | Allen Johnson Estados Unidos 13,10                                                    |
| 400 m vallas (09.08)      | Bershawn Jackson Estados Unidos 47,30                                            | James Carter Estados Unidos 47,43                                                 | Dai Tamesue Japón 48,10                                                               |
| 3000 m obstáculos (09.08) | Saif Saaeed Shaheen Catar 8:13,31                                                | Ezekiel Kemboi Kenia 8:14,95                                                      | Brimin Kiprop Kipruto Kenia 8:15,30                                                   |
| 20 km marcha (06.08)      | Jefferson Pérez · Ecuador · 1:18:35                                              | Francisco Javier Fernández · España · 1:19:36                                     | Juan Manuel Molina · España · 1:19:44                                                 |
| 50 km marcha (12.08)      | Serguei Kirdiapkin · Rusia · 3:38:08                                             | Alexei Voyevodin · Rusia · 3:41:25                                                | Alex Schwazer · Italia · 3:41:54                                                      |
| Maratón (13.08)           | Jaouad Gharib Marruecos 2:10:10                                                  | Christopher Isegwe Njunguda Tanzania 2:10:21                                      | Tsuyoshi Ogata Japón 2:11:16                                                          |
| Salto de altura (14.08)   | Yuri Krimarenko · Ucrania · 2,32 m                                               | Víctor Moya · Cuba · Yaroslav Rybakov · Rusia · 2,29 m                            | —                                                                                     |
| Salto con pértiga (11.08) | Rens Blom · Países Bajos · 5,80                                                  | Brad Walker Estados Unidos 5,75                                                   | Pavel Guerasimov · Rusia · 5,65                                                       |
| Salto de longitud (13.08) | Dwight Phillips Estados Unidos 8,60                                              | Ignisious Gaisah Ghana 8,34                                                       | Tommi Evilä · Finlandia · 8,25                                                        |
| Triple salto (11.08)      | Walter Davis Estados Unidos 17,57                                                | Yoandri Betanzos · Cuba · 17,42                                                   | Marian Oprea · Rumania · 17,40                                                        |
| Peso (06.08)              | Adam Nelson Estados Unidos 21,73                                                 | Rutger Smith · Países Bajos · 21,29                                               | Ralf Bartels · Alemania · 20,99                                                       |
| Disco (07.08)             | Virgilijus Alekna · Lituania · 70,17                                             | Gerd Kanter Estonia 68,57                                                         | Michael Möllenbeck · Alemania · 65,95                                                 |
| Martillo (08.08)          | Vadim Deviatovski · Bielorrusia · 82,60                                          | Szymon Ziółkowski · Polonia · 79,35                                               | Markus Esser · Alemania · 79,16                                                       |
| Jabalina (10.08)          | Andrus Värnik Estonia 87,17                                                      | Andreas Thorkildsen · Noruega · 86,18                                             | Serguei Makarov · Rusia · 83,54                                                       |
| 4 × 100 m (13.08)         | Francia Ladji Doucouré Ronald Pognon Eddy de Lépine Lueyi Dovy 38,08             | Trinidad y Tobago Kevon Pierre Marc Burns Jacey Harper Darrel Brown 38,10         | Reino Unido Jason Gardener Marlon Devonish Christian Malcolm Mark Lewis-Francis 38,27 |
| 4 × 400 m (14.08)         | Estados Unidos Andrew Rock Derrick Brew Darold Williamson Jeremy Wariner 2:56,91 | Bahamas Nathaniel McKinney Avard Moncur Andrae Williams Christopher Brown 2:57,32 | Jamaica Sanjay Ayre Brandon Simpson Lanceford Spencer Davian Clarke 2:58,07           |
| Decatlón (10.08)          | Bryan Clay Estados Unidos 8732 pts.                                              | Roman Šebrle · República Checa · 8521 pts.                                        | Attila Zsivóczky · Hungría · 8385 pts.                                                |

1. ↑  Descalificación por dopaje del medallista de oro, el bielorruso Ivan Tsijan.[2]

### Femenino
| Evento                      | Oro                                                                                             | Plata                                                                            | Bronce                                                                                              |
| --------------------------- | ----------------------------------------------------------------------------------------------- | -------------------------------------------------------------------------------- | --------------------------------------------------------------------------------------------------- |
| 100 m (08.08)               | Lauryn Williams Estados Unidos 10,93 s                                                          | Veronica Campbell Jamaica 10,95 s                                                | Christine Arron Francia 10,98 s                                                                     |
| 200 m (12.08)               | Allyson Felix Estados Unidos 22,16                                                              | Rachelle Boone-Smith Estados Unidos 22,31                                        | Christine Arron Francia 22,31                                                                       |
| 400 m (10.08)               | Tonique Williams-Darling Bahamas 49,55                                                          | Sanya Richards Estados Unidos 49,74                                              | Ana Guevara · México · 49,81                                                                        |
| 800 m (09.08)               | Zulia Calatayud · Cuba · 1:58,82                                                                | Hasna Benhassi Marruecos 1:59,42                                                 | Tatiana Andranova · Rusia · 1:59,60                                                                 |
| 1500 m (14.08)              | Tatiana Tomashova · Rusia · 4:00,35                                                             | Olga Yegorova · Rusia · 4:01,46                                                  | Bouchra Ghezielle Francia 4:02,45                                                                   |
| 5000 m (13.08)              | Tirunesh Dibaba Etiopía 14:38,59                                                                | Meseret Defar Etiopía 14:39,54                                                   | Ejegayehu Dibaba Etiopía 14:42,47                                                                   |
| 10 000 m (06.08)            | Tirunesh Dibaba Etiopía 30:24,02                                                                | Berhane Adere Etiopía 30:25,41                                                   | Ejegayehu Dibaba Etiopía 30:26,00                                                                   |
| 100 m vallas (11.08)        | Michelle Perry Estados Unidos 12,66                                                             | Delloreen Ennis-London Jamaica 12,76                                             | Brigitte Foster-Hilton Jamaica 12,76                                                                |
| 400 m vallas (13.08)        | Yuliya Pechonkina · Rusia · 52,90                                                               | Lashinda Demus Estados Unidos 53,27                                              | Sandra Glover Estados Unidos 53,32                                                                  |
| 3000 con obstáculos (08.08) | Docus Inzikuru Uganda 9:18,24                                                                   | Yekaterina Volkova · Rusia · 9:20,49                                             | Jeruto Kiptum Kenia 9:26,95                                                                         |
| 20 km marcha (07.08)        | Olimpiada Ivanova · Rusia · 1:25:41                                                             | Rita Turava · Bielorrusia · 1:27:05                                              | Susana Feitor Portugal 1:28:44                                                                      |
| Maratón (14.08)             | Paula Radcliffe Reino Unido 2:20:57                                                             | Catherine Ndereba Kenia 2:22:01                                                  | Costantina Tomescu · Rumania · 2:23:19                                                              |
| Salto de altura (08.08)     | Kajsa Bergqvist · Suecia · 2,02 m                                                               | Chaunte Howard Estados Unidos 2,00 m                                             | Emma Green · Suecia · 1,96 m                                                                        |
| Salto con pértiga (12.08)   | Yelena Isinbayeva · Rusia · 5,01                                                                | Monika Pyrek · Polonia · 4,60                                                    | Pavla Hamácková · República Checa · 4,50                                                            |
| Salto de longitud (10.08)   | Tianna Madison Estados Unidos 6,89                                                              | Eunice Barber Francia 6,76                                                       | Yargelis Savigne · Cuba · 6,69                                                                      |
| Triple salto (07.08)        | Trecia Smith Jamaica 15,11                                                                      | Yargelis Savigne · Cuba · 14,82                                                  | Anna Piatyj · Rusia · 14,78                                                                         |
| Peso (13.08)                | Olga Riabinkina · Rusia · 19,64                                                                 | Valerie Vili Nueva Zelanda 19,62                                                 | Nadine Kleinert · Alemania · 19,07                                                                  |
| Disco (11.08)               | Franka Dietzsch · Alemania · 66,56                                                              | Natalia Sadova · Rusia · 64,33                                                   | Věra Pospíšilová-Cechlová · República Checa · 63,19                                                 |
| Martillo (12.08)            | Yipsi Moreno · Cuba · 73,08                                                                     | Tatiana Lisenko · Rusia · 72,46                                                  | Manuela Montebrun Francia 71,41                                                                     |
| Jabalina (14.08)            | Osleidys Menéndez · Cuba · 71,70                                                                | Christina Obergföll · Alemania · 70,03                                           | Steffi Nerius · Alemania · 65,96                                                                    |
| 4 × 100 m (13.08)           | Estados Unidos Angela Daigle-Bowen Muna Lee Me'Lisa Barber Lauryn Williams 41,78                | Jamaica Danielle Browning Sherone Simpson Aleen Bailey Veronica Campbell 41,99   | Bielorrusia · Yuliya Nestsiarenka · Natalia Solohub · Alena Neumiarzhitskaya · Oxana Drahun · 42,56 |
| 4 × 400 m (14.08)           | Rusia · Yuliya Pechonkina · Olesia Krasnomovets · Natalia Antiuj · Svetlana Pospelova · 3:20,95 | Jamaica Shericka Williams Novlene Williams Ronetta Smith Lorraine Fenton 3:23,29 | Reino Unido Lee McConnell Donna Fraser Nicola Sanders Christine Ohuruogu 3:24,44                    |
| Heptatlón (07.08)           | Carolina Klüft · Suecia · 6887 pts.                                                             | Eunice Barber Francia 6824 pts.                                                  | Margaret Simpson Ghana 6375 pts.                                                                    |

1. ↑  Descalificación por dopaje de la medallista de plata, la rusa Tatiana Kotova.[3]
2. ↑  Descalificación por dopaje de la medallista de oro, la bielorrusa Nadzeya Astapchuk.[4]
3. ↑  Descalificación por dopaje de la medallista de oro, la rusa Olga Kuzenkova.[5]

## Medallero
| Núm. | País                   | Oro | Plata | Bronce | Total |
| ---- | ---------------------- | --- | ----- | ------ | ----- |
| 1    | Estados Unidos         | 14  | 8     | 3      | 25    |
| 2    | Rusia                  | 7   | 7     | 4      | 18    |
| 3    | Etiopía                | 3   | 4     | 2      | 9     |
| 4    | Cuba                   | 3   | 3     | 1      | 7     |
| 5    | Francia                | 2   | 2     | 4      | 8     |
| 6    | Suecia                 | 2   | 0     | 1      | 3     |
| 7    | Baréin                 | 2   | 0     | 0      | 2     |
| 8    | Jamaica                | 1   | 5     | 2      | 8     |
| 9    | Kenia                  | 1   | 2     | 4      | 7     |
| 10   | Marruecos              | 1   | 2     | 0      | 3     |
| 11   | Alemania               | 1   | 1     | 5      | 7     |
| 12   | Bielorrusia            | 1   | 1     | 1      | 3     |
| 13   | Bahamas                | 1   | 1     | 0      | 2     |
| 13   | Estonia                | 1   | 1     | 0      | 2     |
| 13   | Países Bajos           | 1   | 1     | 0      | 2     |
| 16   | Reino Unido            | 1   | 0     | 2      | 3     |
| 17   | Catar                  | 1   | 0     | 0      | 1     |
| 17   | Ecuador                | 1   | 0     | 0      | 1     |
| 17   | Lituania               | 1   | 0     | 0      | 1     |
| 17   | Ucrania                | 1   | 0     | 0      | 1     |
| 17   | Uganda                 | 1   | 0     | 0      | 1     |
| 22   | Polonia                | 0   | 2     | 0      | 2     |
| 23   | República Checa        | 0   | 1     | 2      | 3     |
| 24   | España                 | 0   | 1     | 1      | 2     |
| 24   | Ghana                  | 0   | 1     | 1      | 2     |
| 26   | China                  | 0   | 1     | 0      | 1     |
| 26   | Noruega                | 0   | 1     | 0      | 1     |
| 26   | Nueva Zelanda          | 0   | 1     | 0      | 1     |
| 26   | Tanzania               | 0   | 1     | 0      | 1     |
| 26   | Trinidad y Tobago      | 0   | 1     | 0      | 1     |
| 31   | Japón                  | 0   | 0     | 2      | 2     |
| 31   | Portugal               | 0   | 0     | 2      | 2     |
| 31   | Rumania                | 0   | 0     | 2      | 2     |
| 34   | Australia              | 0   | 0     | 1      | 1     |
| 34   | Canadá                 | 0   | 0     | 1      | 1     |
| 34   | Finlandia              | 0   | 0     | 1      | 1     |
| 34   | Hungría                | 0   | 0     | 1      | 1     |
| 34   | Italia                 | 0   | 0     | 1      | 1     |
| 34   | México                 | 0   | 0     | 1      | 1     |
| 34   | San Cristóbal y Nieves | 0   | 0     | 1      | 1     |
|      | TOTAL                  | 47  | 48    | 46     | 141   |